# هارلس (کارولینای شمالی)
هارلس (به انگلیسی: Harrells) شهری در ایالت کارولینای شمالی کشور ایالات متحده آمریکا است که جمعیت آن در سرشماری سال ۲۰۱۰ میلادی، ۲۰۲ نفر بوده‌است.